# 淡路 (小惑星)
淡路（あわじ、3380 Awaji）は、太陽系の小惑星の1つ。火星と木星の間の軌道を公転している。

## 概要
この小惑星は、第二次世界大戦中の1940年3月15日にハンガリーにあるブダペスト天文台でクリン・ジェルジュ (György Kulin) により発見された。命名したのは日本人の大西英夫と中野主一であり、名称は中野が居住する淡路島に因んでいる。